# Matthew Ashford
Matthew Nile Ashford (ur. 29 stycznia 1960 w Davenport) – amerykański aktor.

## Życiorys
Urodził się i dorastał w Davenport w stanie Iowa jako szósty z ośmiorga dzieci Patricii, asystentki przełożonego, i Cecila Ashforda, inżyniera budownictwa lądowego. Miał trzy siostry i czterech braci. Kiedy był nastolatkiem, jego rodzina przeniosła się do Fairfax w Wirginii, gdzie w szkole średniej zaczął występować w przedstawieniach. Uczęszczał do prestiżowej North Carolina School of the Arts w Winston-Salem. Podczas letnich miesięcy zarobił jako artysta uliczny w Myrtle Beach. Następnie przeniósł się do Nowego Jorku.
W 1983 debiutował na małym ekranie jako Drew Ralston w operze mydlanej ABC Tylko jedno życie. Od 8 października 1984 do 28 listopada 1986 grał postać Cagneya McLearya w operze mydlanej NBC Search for Tomorrow. W 1987 przyjął rolę Jacka Devereaux w operze mydlanej NBC Dni naszego życia, za którą w 2012 zdobył nominację do nagrody Emmy dla najlepszego aktora drugoplanowego w serialu dramatycznym. 
Grał także w przedstawieniach: Radca prawny Elmera Rice’a, Into the Woods Stephena Sondheima, Jadalnia A.R. Gurneya, The Music Man, Mała nocna muzyka, Zdrada Harolda Pintera, 1776, Faceci i laleczki, Ja robię! Ja robię! Toma Jonesa, Dźwięki muzyki Richarda Rodgersa i Oscara Hammersteina II, a od lutego do czerwca 2010 występował w roli Billa Austina podczas północnoamerykańskiej trasy koncertowej Mamma Mia!. 
6 czerwca 1987 zawarł związek małżeński z Christiną Saffran. Mają dwie córki – Grace (ur. 15 czerwca 1992) i Emmę (ur. 1997). W 2012 doszło do rozwodu. 27 listopada 2016 ożenił się z Laną Buss, z którą ma dwójkę dzieci – syna Henry’ego (ur. 2013) i córkę Willę (ur. 2015).

## Filmografia

### seriale TV
- 1982–1983: Tylko jedno życie jako Drew Ralston
- 1984–1986: Search for Tomorrow jako Cagney McLeary
- 1987–93, 2001–07, 2011–12, 2016–: Dni naszego życia jako Jack Devereaux
- 1992: Zagubiony w czasie jako telewizyjny mąż
- 1995: Prawo Burke’a jako Harold 'Spider' Arthur
- 1995–1997: Szpital miejski jako Tom Hardy
- 1997: Niebieski Pacyfik jako Thomas Leffler / Antonio / Ted Miller / Jeff Armstrong
- 1998: Czarodziejki jako Roger
- 1999: Powrót do Providence jako Henderson
- 2001: Dharma i Greg jako Trey
- 2003: Przyjaciele w roli samego siebie
- 2003–2004: Tylko jedno życie jako dr Stephen Haver
- 2020: Agenci NCIS jako Rick Martel

### filmy
- 1995: Gatunek jako mężczyzna przy barze
- 1998: Billy’s Hollywood Screen Kiss jako Whitey